# Jean Dehem
Jean Dehem (ou Jean de Hem), né à Corbie en 1528 et mort à Paris en 1562, est un Minime français de l'époque de la Renaissance. Ce fut un prédicateur célèbre qui mena combat contre le protestantisme.

## Biographie
Jean Dehem entra dans l'ordre des Minimes à 25 ans, en 1553, à Nigeon. Il exerça des charges importantes chez les Minimes de Nigeon, et devint professeur de scholastique à Nigeon. Pressenti pour être provincial de Touraine, il refusa pour se consacrer à la prédication.
Il fit alors une carrière de prédicateur à Paris. Ses talents d'orateur lui assuraient une grande audience auprès des foules, aves ses prédications « plus enflamées que subtiles ». Les églises étant trop petites pour accueillir ses auditeurs, il prêcha sur les places publiques et dans le cimetière des Innocents. 
Réputé pour son talent de controvertiste, il lutta avec un certain succès contre le protestantisme. Il attaquait avec vigueur les huguenots dans ses sermons. Ceux-ci firent savoir à la reine Catherine de Médicis, qu'il l'avait comparée à Jezabel. Elle fit arrêter Jean Dehem et le fit conduire à Saint-Germain-en-Laye. La pression populaire entraîna sa libération. Il rentra à Paris escorté par la foule comme un prince.
Il mourut de la peste en 1562. Il fut inhumé au couvent de Nigeon, et sa sépulture fut placée « au plus beau lieu du chœur, au rang des révérends pères généraux et provinciaux, vis-à-vis du tabernacle et près du maistre autel. »